# 全泌腺
腺體的分泌可依據其所含的細胞產物或耗用腺體細胞的多少部份來分類。腺體釋出含分泌產物並崩毀整個細胞，此種稱為全泌腺(holocrine gland)，可釋出充滿分泌物的整個細胞，例如皮膚的皮脂腺。

## 比較
- 局泌腺（英语：merocrine）：腺體細胞由細胞膜釋放出液體狀的細胞產物，且不喪失細胞質。
- 頂泌腺：介於全泌腺與局泌腺之間的中間型，即在分泌時會失去腺體細胞細胞質的一小部份。